# Convair 990
Convair 990 Coronado er et narrow body fire-motoret passagerfly, der blev fremstillet af General Dynamics' division Convair fra 1961 til 1963. Flyet blev udviklet som en forlænget version af den tidligere Convair 880 efter ønske fra flyselskabet American Airlines. Convair 990 blev forlænget med tre meter, hvilket forøgede antallet af passagerer fra 88-110 i 880'eren til mellem 96 og 121 i den forlængede 990'er. Antallet af passagerer var fortsat mindre end i konkurrenternes fly, hvor Boeing 707 kunne medbringe 110-189 og Douglas DC-8 105-173. Convair 990A havde dog en marginalt hurtigere cruisehastighed, da Convair angav, at flyet kunne flyve 40–56 km/h hurtigere end konkurrenterne.
Flyet blev ikke en succes, og American Airlines reducerede den afgivne ordre, og da Boeing introducerede Boeing 727 i 1963, blev flyet kort efter taget ud af produktion efter kun 37 eksemplarer var bygget.

## Design og udvikling
Udviklingen af 990'eren blev sat i værk efter, at Convairs kunde American Airlines ønskede forbedrede specifikationer til Convairs eksisterende Convair 880. Med de nye specifikationer skulle det være muligt at flyve fra New York til Los Angeles i ét stræk i modvind. American Airlines ønskede også plads til flere passagerer end i 880'eren, der var et af de mindste passagerfly fra første generation af passagerfly med jetmotorer. Første flyvning med den nye 990'er fandt sted den 24. januar 1961.
Det nye fly fik ændret udformning af vingerne og større tankkapacitet. Motorerne blev også opgraderet til den nye General Electric CJ-805-23s, der havde jetfan ved motorernes udstødning og ikke ved indsugningen som anvendt af Pratt & Whitney JT3D, der blev anvendt af 990'erens konkurrenter. GE's CJ-895 motor var baseret på den militære J79, der ligesom CJ805 udledte megen motorrøg.
Ligesom 880'eren fik 990'eren en forhøjning langs toppen af skroget til brug for flyets to ADF-antenner og en VHF-antenne.

## Anvendelse af Convair 990
Convair 990 opfyldte ikke de ønskede specifikationer, der var blevet lovet American Airlines, hvorfor flyselskabet annullerede den afgivne ordre. Der blev fremstillet en forbedret variant, 990A, med forbedrede aeodynamiske egenskaber m.v., men på trods heraf lykkedes det ikke at få flyet til at leve op til sin egenskab om at flyve non-stop kyst til kyst mellem JFK og LAX. American Airlines bestilte dog et begrænset antal antal af den forbedrede 990A, men flyet levede ikke op til forventningerne og American Airlines' flyveplan indebar ikke væsentlige ændringer i den planlagte flyvetid mellem flyvninger med Boeings 707 og med 990A. American Airlines begyndte at udfase deres 990A'ere allerede i 1967.
Flyet forbrændte meget brændstof. I 1963 blev det rapporteret, at 990A forbrændte 6.242 kg/t ved Mach 0,84 (895 km/t) ved 35.000 fods højde (10.650 m) med en vægt på 90,7 tons. En moderne Boeing 757 med 220 passagerer bruger til sammenligning 3,178 kg/t.
Swissair købte otte 990A'ere i begyndelsen af 1962 og indsatte dem på langdistanceruterne til Sydamerika, Vestafrika, Mellemøsten og Fjernøsten og på europæiske ruter med mange passagerer. Flyene blev trukket ud af tjeneste i 1975. Scandinavian Airlines anvendte også 990'ere på langdistanceflyvninger til Tokyo og andre destinationer i Fjernøsten. Det brasilianske flyselskab købte også enkelte 990'ere.
Markedet for 990'erne blev presset af fremkomsten af konkurrenterne Boeing 720 og 720B (begge videreudviklinger af Boeing 707) og særlig af den nye Boeing 727. Svigtende ordrer betød, at Convair måtte indstille produktionen allerede i 1963, hvor der alene var fremstillet 37 Convair 990'ere. Fiaskoen med de skuffende salgstal for flyet (og de ligeledes skuffende salgstal for 880'eren) medførte, at General Dynamics i 1962 måtte notere et tab på astronomiske 425 millioner $, hvilket var det hidtil største tab et amerikansk selskab nogensinde havde realiseret indtil da. Convair indstillede herefter produktionen af passagerfly. Virksomheden fortsatte dog med at fremstille flyskrog til McDonnell Douglas til flyene DC-10, KC-10 og MD-11.
Da de større flyselskaber udfasede deres 990'ere, blev flyene overtaget af en række mindre flyselskaber. Spanske Spantax havde en stor flåde indtil midten af 1980'erne ligesom Denver Ports of Call også anvendte flyene frem til dette tidspunkt. Alaska Airlines købte i 1967 Convair 990 PP-VJE fra Varig, og fløj med flyet frem til 1975.

## Flyselskaber der benyttede Convair 990
- Aerolíneas Argentinas
- Aerolíneas Peruanas S.A.* Aerolineas Peruanas benyttede to Convair 990A'ere fra Callao International Airport, Lima.[8]
- Air France (et fly leaset i 1967)
- Alaska Airlines
- American Airlines*
- AREA (Ecuador)
- Cathay Pacific
- Ciskei International Airways
- Denver Ports of Call (en)
- Iran Air
- Garuda Indonesia*
- Internord
- Lebanese International Airways
- Middle East Airlines
- Modern Air Transport
- NASA
- Nomads Travel Club
- Nordair
- Northeast
- SAS*
- Spantax (de)
- Swissair*
- Thai Airways International
- Varig* / Real-Aerovias

*Oprindelig benytter af flyene.

## Flyulykker
- 30. maj 1963: En Convair 990 Convair (N5616) fra American Airlines udbrændte på jorden mens den var parkeret i Newark International Airport.[9]
- 28. maj 1968: En Convair 990 (PK-GJA) fra Garuda Indonesia styrtede ned næsten vertikalt ca. 4–5 minuter efter start fra Bombay-Santacruz Airport ved Mumbai, Indien. Ved styrtet omkom samtlige 29 passagerer og besætningsmedlemmer samt en person på jorden.[10]
- 5. januar 1970: Under start i Stockholm-Arlanda Airport i Sverige med Convair 990 (EC-BNM) fra Spantax på en charterflyvning til Palma de Mallorca opstod problemer med en af flyets motorer. Flyet vendte om og landede og passagererne flyttet til andet fly. Flyet skulle herefter flyves til reparation i Zürich med kun tre motorer. Ved den efterfølgende start fra Arlanda roterede flyet kort efter start med ringe udsyn og flyet styrtede ned. Syv af de ti ombordværende omkom.[11]

- 21. februar 1970: Swissair Flight 330 styrtede ned ved Würenlingen i Schweiz efter at være vendt tilbage mod lufthavnen efter en bombe eksploderede i lastrummet. Alle 38 passagerer og ni besætningsmedlemmer omkom ved styrtet.
- 8. august 1970: En Convair 990 (N5603) fra Modern Air Transport på en færgeflyvning (flyving med formål at flytte flyet til anden lufthavn) fra New York til Acapulco styrtede ned under indflyvning til Alvarez International Airport i Mexico. Besætningen på otte omkom.[12]
- 3. december 1972: Spantax Flight 275 med Convair 990 (EC-BZR) styrtede ned under start fra Los Rodeos Airport på Tenerife. Sigtbarheden var nær nul og alle ombordværende (syv besætningsmedlemmer og 148 passagerer) omkom.[13] Det var den mest dødelige ulykke med flytypen.[14]
- 5. marts 1973: Spantax Flight 400 med en Convair 990 på vej fra Madrid til London kolliderede i luften med Iberia Flight 504, en McDonnell Douglas DC-9, over Nantes. Convair 990'eren mistede en del af bagbord vinge, men piloterne kunne lande flyet i sikkerhed på en nærliggende luftbase. DC-9'eren styrtede ned og alle ombordværende omkom.
- 12. april 1973: En amerikansk Lockheed P-3C (157332) fra US Navy fra NAS Moffett Field i Sunnyvale kolliderede med en Convair 990 (N711NA) fra NASA under indflyvningen. Flyet styrtede ned ved the Sunnyvale Municipal Golf Course, ca. km fra landingsbanen. Begge fly forulykkede og alle omkom, bort set fra et enkelt besætningsmedlem ombord på P-3'eren.[15]
- 17. juli 1985: Dækket på en Convair 990 (N712NA) fra NASA eksploderede under start på et tidspunkt, hvor flyet kørte med ca. 260 km/t ved Riverside-March Air field base, CA. Vragrester ramte brændstoftanken, der brød i brand. Alle 19 ombord overlevede, men flyet udbrændte.[16]

## Specificationer (Convair 990A)
Specifikationer for Convair 990A er ifølge Macdonald Aircraft Handbook:
- Besætning: Fire
- Antal passagerer: 149
- Længde: 42,5 m
- Vingefang: 36,6 m
- Vingeareal: 209
- Højde: 11 m
- Vingeareal: 209 m²
- Vægt (tom): 51.256 kg
- Vægt (lastet): 111,674 kg
- Motorer: 4 x General Electric CJ805-23B turbofan
- Motorydelse: 71,4 kN
- Topfart: 1.000 km/t (6.460 m.o.h.)
- Cruise hastighed: 896 km/h 10.668 m.o.h.)
- Rækkevidde: 5.785 km

## Tilsvarende fly
- Convair 880
- Boeing 707
- Boeing 720
- Douglas DC-8